# Turgyssyn
Der Turgyssyn (kasachisch Тұрғысын өзені; russisch Тургусун) ist ein rechter Nebenfluss der Buchtarma in Ostkasachstan.
Der Turgyssyn entsteht unweit der russischen Grenze am Zusammenfluss seiner beiden Quellflüsse Großem Turgyssyn (links) und Kleinem Turgyssyn (rechts) im Ulba-Kamm, einem Gebirgszug im südwestlichen Altai. Der Turgyssyn fließt in überwiegend südlicher Richtung durch das Bergland und erreicht nordwestlich der Stadt Syrjanowsk die Buchtarma, kurz vor deren Mündung in den Buchtarma-Stausee. Der gleichnamige Ort Turgyssyn befindet sich 2 km westlich der Mündung am rechten Flussufer der Buchtarma. Der Turgyssyn hat eine Länge von etwa 40 km. Er entwässert ein Areal von ca. 1350 km². Der mittlere Abfluss am Pegel Kuticha, 13 km oberhalb der Mündung, beträgt 45,3 m³/s. Der Turgyssyn wird wesentlich von der Schneeschmelze gespeist. In den abflussstärksten Monaten Mai und Juni beträgt der mittlere monatliche Abfluss 158 m³/s bzw. 121 m³/s.